# ホワイトタイツ
ホワイトタイツ(белые колготки、ベーリィ・カルゴートキ)は、ロシアの都市伝説に登場する女性の雇われスナイパーのことである。1980年代後半から様々な武力紛争に現れては、ロシア軍の対抗勢力に味方するといわれる。この都市伝説によれば、ホワイトタイツはもともとバイアスロン選手で、民族主義に燃えて、ロシアをその仇とする傭兵に生まれ変わったアマゾンの如き金髪女性である。ふつうバルト三国の出身とされるが、その後のバリエーションではウクライナ人やロシア人女性とされることもあり、さまざまな人種で語られている。「ホワイトタイツ」という名前は、この女性スナイパーがウィンタースポーツ選手の着るような白い服装をしているという設定にちなむ。造語自体はナゴルノ・カラバフ戦争の時期が初出とされる。この都市伝説はウラジーミル・ジリノフスキーなどの公的な立場にある人物によって言及され、半ば事実として流布されていた。

## 歴史
この都市伝説につながる事象が初めて報告されるのは1980年代である。バルト系の非正規兵の女性が、アフガニスタン紛争においてソ連に抵抗するレジスタンスにまじって戦っているという噂が流れたのである。ホワイトタイツを英語圏のメディアが初めて取りあげたのは、ソビエト連邦が崩壊し、ようやくチェチェン紛争が始まってからであった。チェチェンに出没すると噂された「ホワイトタイツ」の存在を、バルト三国の特殊部隊や諜報機関の動きと結びつけようとする説や、チェチェン指導者のジョハル・ドゥダエフと独立したエストニア政府やリトアニアの政治家ヴィータウタス・ランズベルギスとのあいだの良好な関係を裏付けるものとする説などが語られた。第二次チェチェン紛争初期におけるロシア政府の首席報道官であったセルゲイ・ヤストルジェムブスキーは、バルト系の女性スナイパーは実在すると語ったことがある。その根拠は「間違いを犯すことのない」ロシア軍の情報機関ゲーエルウーの掴んだ証拠であった。エストニア政府は、この主張を支える根拠について照会を行い、ロシアへ二度にわたって外交文書を送ったが、正式な回答はなかった。
柳田國男の『遠野物語　拾遺』には日露戦争中に「白い服の兵士が出没してロシア軍を攻撃する」というのをロシア兵捕虜から聞いたと言う話が収録されている。このことから90年代よりも以前のかなり昔から似たような話が語られていたようである。

## その後

### 2008年の南オセチア紛争
2008年11月、ロシア連邦捜査委員会のトップであるアレクサンドル・バストリキンは、バルト系の傭兵には、2008年の南オセチア紛争ではジョージア側で参戦した者がいると述べており、その中にはラトビア人の女性スナイパーが存在することを示唆したことがある。紛争の初期には、ロシア・トゥデイ紙が南オセチアの情報筋の発言を報じており、いわく「街区〔ツヒンヴァリ〕で展開中の女性スナイパーの集団がおり」、「彼女たちが拘束した捕虜にはウクライナ人やバルト三国の市民も含まれている」。こうした報道は、コーカサスで活躍したというホワイトタイツの伝説を復活させるに等しかった。ラトビア防衛省の報道官アイリス・リクヴェリスは、バストリキンの発言について「ホワイトタイツという亡霊の噂は、ロシアの報道機関においてはすでに絶えて久しいと考えていたが、いまだロシア中に出回っていたとは」と否定的に発言している。

### 2014年のウクライナ騒乱
2014年5月2日、ロシアのニュースメディア「Life」のウクライナ特派員セルゲイ・ゴリャンジンは未確認情報としてスラヴャンスクの包囲戦において親ロシア陣営へ狙撃を行うバルト系の女性スナイパーの存在を報じている。
装甲兵員輸送車が到着し、ハルキウとロストフの途中のガソリンスタンにある検問所に砲撃が始まって１分たった。防衛側は、移動を余儀なくされている。検問所の指揮官が到着し、砲撃の最中で語ったところでは、スナイパーによる狙撃も受けており、何かバルト系の言葉を話す女性がそのスナイパーだという風に聞いているとのことだ。いまのところこの情報は検証できていない。あくまでこの検問所の指揮官の証言があるのみである

## ポップカルチャーへの浸透
ホワイトタイツは、ロシアの一般的なメディアにも登場するようになった。例えばアレクサンドル・ネブゾロフの1997年の映画『煉獄』(Чистилище)などである。この作品では、2人のリトアニア人「バイアスロン選手」がサディスティックな雇われスナイパーとしてチェチェンの反政府組織のために戦う姿が描かれている。アンドレイ・コンチャロフスキーの2002年の映画『ハウス・オブ・フールズ』（ロシア語原題: Дом дураков）では、シシリー・トムセンが演じるリトアニア人スナイパーがさらに肯定的に描かれている。